# Gunung Keumeunyan
Gunung Keumeunyan är en kulle i Indonesien.   Den ligger i provinsen Aceh, i den västra delen av landet, 1 600 km nordväst om huvudstaden Jakarta. Toppen på Gunung Keumeunyan är 255 meter över havet, eller 166 meter över den omgivande terrängen. Bredden vid basen är 2,1 km.
Terrängen runt Gunung Keumeunyan är kuperad åt nordost, men åt sydväst är den platt. Havet är nära Gunung Keumeunyan åt sydväst.Runt Gunung Keumeunyan är det ganska glesbefolkat, med 35 invånare per kvadratkilometer. I omgivningarna runt Gunung Keumeunyan växer i huvudsak städsegrön lövskog.